# Houboulang Mendes
Houboulang Mendes (Évry, 4 maggio 1998) è un calciatore guineense con cittadinanza francese, difensore del Fortuna Sittard.

## Caratteristiche tecniche
È un terzino destro.

## Carriera

### Club
Nato ad Évry da una famiglia di origini portoghesi e guineensi, è cresciuto nel settore giovanile della squadra del Laval, entrando a far parte nel 2014 della formazione di riserva impegnata nel Championnat de France amateur 2.
Il 19 maggio 2017 ha esordito in prima squadra disputando l'incontro di Ligue 2 perso 2-1 contro il Nîmes. Retrocesso in Championnat National, in vista della stagione 2017-2018 si è ritagliato un posto fra i titolari collezionando 27 presenze ed attirando l'attenzione di alcuni club delle divisioni superiori. Il 24 luglio 2018 è stato acquistato a titolo definitivo dal Lorient, con cui ha firmato un contratto di quattro anni. Divenuto subito titolare della fascia destra, nel febbraio del 2019 ha subito la lesione del legamento crociato anteriore destro, che ha posto fine anzitempo alla sua stagione. Il 13 gennaio 2020 è rientrato in campo a distanza di quasi un anno giocando da titolare l'incontro di Ligue 2 vinto 2-1 contro il Caen ed al termine della stagione ha ottenuto la promozione in Ligue 1 essendo il Lorient in testa alla classifica al momento dello stop alle competizioni dovuto alla pandemia di COVID-19.
Il 23 agosto 2020 ha debuttato in Ligue 1 disputando l'incontro vinto 3-1 contro lo Strasburgo.

### Nazionale
Ha partecipato alla Coppa delle nazioni africane 2023.

## Statistiche

### Presenze e reti nei club
Statistiche aggiornate al 7 febbraio 2025.
| Stagione        | Squadra         | Campionato      | Campionato | Campionato | Coppe nazionali | Coppe nazionali | Coppe nazionali | Coppe continentali | Coppe continentali | Coppe continentali | Altre coppe | Altre coppe | Altre coppe | Totale | Totale | Totale |
| Stagione        | Squadra         | Comp            | Pres       | Reti       | Comp            | Pres            | Reti            | Comp               | Pres               | Reti               | Comp        | Pres        | Reti        | Pres   | Reti   |        |
| --------------- | --------------- | --------------- | ---------- | ---------- | --------------- | --------------- | --------------- | ------------------ | ------------------ | ------------------ | ----------- | ----------- | ----------- | ------ | ------ | ------ |
| 2014-2015       | Laval 2         | CFA2            | 1          | 0          | -               | -               | -               | -                  | -                  | -                  | -           | -           | -           | 1      | 0      |        |
| 2015-2016       | Laval 2         | CFA2            | 12         | 0          | -               | -               | -               | -                  | -                  | -                  | -           | -           | -           | 12     | 0      |        |
| 2016-2017       | Laval 2         | CFA2            | 2          | 0          | -               | -               | -               | -                  | -                  | -                  | -           | -           | -           | 2      | 0      |        |
| Totale Laval 2  | Totale Laval 2  | Totale Laval 2  | 15         | 0          |                 | -               | -               |                    | -                  | -                  |             | -           | -           | 15     | 0      |        |
| 2016-2017       | Laval           | L2              | 1          | 0          | CF+CdL          | 0+0             | 0               | -                  | -                  | -                  | -           | -           | -           | 1      | 0      |        |
| 2017-2018       | Laval           | N1              | 27         | 0          | CF+CdL          | 4+1             | 0               | -                  | -                  | -                  | -           | -           | -           | 32     | 0      |        |
| Totale Laval    | Totale Laval    | Totale Laval    | 28         | 0          |                 | 5               | 0               |                    | -                  | -                  |             | -           | -           | 33     | 0      |        |
| 2018-2019       | Lorient         | L2              | 21         | 0          | CF+CdL          | 1+0             | 0               | -                  | -                  | -                  | -           | -           | -           | 22     | 0      |        |
| 2019-2020       | Lorient         | L2              | 3          | 0          | CF+CdL          | 2+0             | 0               | -                  | -                  | -                  | -           | -           | -           | 5      | 0      |        |
| 2020-2021       | Lorient         | L1              | 17         | 0          | CF              | 1               | 0               | -                  | -                  | -                  | -           | -           | -           | 18     | 0      |        |
| 2021-2022       | Lorient         | L1              | 36         | 0          | CF              | 1               | 0               | -                  | -                  | -                  | -           | -           | -           | 37     | 0      |        |
| Totale Lorient  | Totale Lorient  | Totale Lorient  | 77         | 0          |                 | 5               | 0               |                    | -                  | -                  |             | -           | -           | 82     | 0      |        |
| 2019-2020       | Lorient 2       | N2              | 2          | 0          | -               | -               | -               | -                  | -                  | -                  | -           | -           | -           | 2      | 0      |        |
| 2022-2023       | Almería         | PD              | 14         | 0          | CR              | 0               | 0               | -                  | -                  | -                  | -           | -           | -           | 14     | 0      |        |
| 2023-gen. 2024  | Almería         | PD              | 7          | 0          | CR              | 2               | 0               | -                  | -                  | -                  | -           | -           | -           | 9      | 0      |        |
| Totale Almeria  | Totale Almeria  | Totale Almeria  | 21         | 0          |                 | 2               | 0               |                    | -                  | -                  |             | -           | -           | 23     | 0      |        |
| feb.-giu. 2024  | Mirandés        | SD              | 5          | 0          | CR              | -               | -               | -                  | -                  | -                  | -           | -           | -           | 5      | 0      |        |
| 2024-2025       | Troyes          | L2              | 17         | 0          | CF              | 4               | 0               | -                  | -                  | -                  | -           | -           | -           | 21     | 0      |        |
| Totale carriera | Totale carriera | Totale carriera | 167        | 0          |                 | 16              | 0               |                    | -                  | -                  |             | -           | -           | 183    | 0      |        |

### Cronologia presenze e reti in nazionale
| Cronologia completa delle presenze e delle reti in nazionale ― Guinea-Bissau | Cronologia completa delle presenze e delle reti in nazionale ― Guinea-Bissau | Cronologia completa delle presenze e delle reti in nazionale ― Guinea-Bissau | Cronologia completa delle presenze e delle reti in nazionale ― Guinea-Bissau | Cronologia completa delle presenze e delle reti in nazionale ― Guinea-Bissau | Cronologia completa delle presenze e delle reti in nazionale ― Guinea-Bissau | Cronologia completa delle presenze e delle reti in nazionale ― Guinea-Bissau | Cronologia completa delle presenze e delle reti in nazionale ― Guinea-Bissau |
| Data                                                                         | Città                                                                        | In casa                                                                      | Risultato                                                                    | Ospiti                                                                       | Competizione                                                                 | Reti                                                                         | Note                                                                         |
| ---------------------------------------------------------------------------- | ---------------------------------------------------------------------------- | ---------------------------------------------------------------------------- | ---------------------------------------------------------------------------- | ---------------------------------------------------------------------------- | ---------------------------------------------------------------------------- | ---------------------------------------------------------------------------- | ---------------------------------------------------------------------------- |
| 11-9-2023                                                                    | Bissau                                                                       | Guinea-Bissau                                                                | 2 – 1                                                                        | Sierra Leone                                                                 | Qual. Coppa d'Africa 2023                                                    | -                                                                            |                                                                              |
| 20-11-2023                                                                   | Il Cairo                                                                     | Gibuti                                                                       | 0 – 1                                                                        | Guinea-Bissau                                                                | Qual. Mondiali 2026                                                          | -                                                                            | 49’, 82’                                                                     |
| 22-1-2024                                                                    | Abidjan                                                                      | Guinea-Bissau                                                                | 0 – 1                                                                        | Nigeria                                                                      | Coppa d'Africa 2023 - 1º turno                                               | -                                                                            |                                                                              |
| Totale                                                                       |                                                                              | Presenze                                                                     | 3                                                                            |                                                                              | Reti                                                                         | 0                                                                            |                                                                              |

## Palmarès
- Ligue 2: 1

Lorient: 2019-2020